# Platylister alexandri
Platylister alexandri är en skalbaggsart som först beskrevs av Sylvain Auguste de Marseul 1864.  Platylister alexandri ingår i släktet Platylister och familjen stumpbaggar. Inga underarter finns listade i Catalogue of Life.